# 家有九凤
《家有九凤》是一部2005年上映的电视剧，该作根据高满堂同名小说进行改编，该作主要讲述的是一个母亲把九个女儿拉扯大，以及之后遇到的一些鸡毛蒜皮，该作收到了很多的好评。该作获得第23届中国电视金鹰奖-电视剧类最佳照明奖，演员朱媛媛获得观众喜爱的女演员奖

## 剧情简介
平遥古城有这么一户人家，有一个老人独自将九个性格各异的女儿养大，但是之后长大的她们却因为很多原因而相互争斗，不过最后，这九个女儿还是决定共同的生活下去，而这个老人也寿终正寝，并在离去前交代好了一切。

## 演员表
- 李明启 饰 初妈妈
- 张英 饰 初大凤
- 盖克 饰 初二凤
- 刘莉莉 饰 初三凤
- 郑铮 饰 初四凤
- 刘佳 饰 初五凤
- 李歌 饰 初六凤
- 朱媛媛 饰 初七凤
- 韩莺 饰 初八凤
- 卢卓婕 饰 初九凤
- 张沫 饰 小九凤
- 姜武 饰 杨为健
- 纪元 饰 卫平
- 孙继堂 饰 胡宝亮
- 姚卓希 饰 孟传礼
- 何小明 饰 朱永河
- 张小春 饰 小付
- 郭晓军 饰 王国臣
- 里坡 饰 秦大爷
- 卡尔罗 饰 谢里

## 音乐原声
| 曲序 | 曲目               | 演唱 |
| ---- | ------------------ | ---- |
| 1.   | 《雪线》（主题曲） | 刘欢 |

## 相關連結
- 豆瓣电影上《家有九凤》的資料 （简体中文）